# Schoenicola
Schoenicola is een geslacht van zangvogels uit de familie van de Locustellidae. De wetenschappelijke naam van het geslacht is voor het eerst geldig gepubliceerd in 1844 door Edward Blyth.

## Soorten
De volgende soorten zijn bij het geslacht ingedeeld:
- Schoenicola platyurus – Breedstaartzanger
- Schoenicola striatus – Borstelzanger